# Pansoti

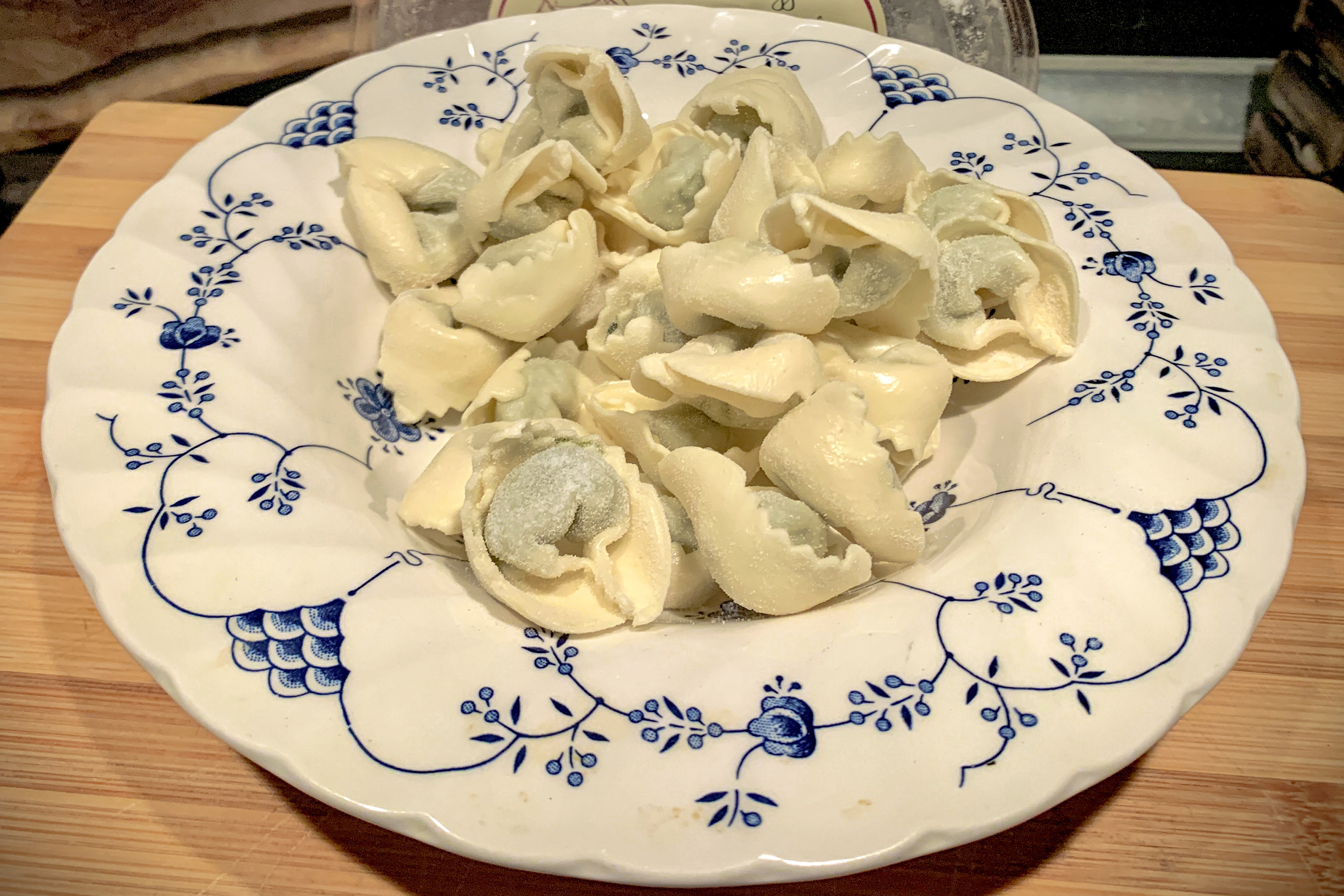
Pansoti amb salsa de nous.

Els pansoti, pansotti o panzerotti són una especialitat de la cuina de Ligúria similars als ravioli.

## Preparacions
Els pansoti són peces quadrades de pasta prima de farina de 5 cm d'ample farcides amb verdura, plegades diagonalment i tancades prenent una forma més o menys triangular. Tot seguit es fan bullir.
Normalment es preparen farcits amb una barreja d'espinac i ricotta o amb preboggion.
Una de les formes més tradicionals de servir els pansoti és amb salsa de nous (è pansöti co-a sarsa de noxe en llengua genovesa) i sembla que aquesta recepta es va originar a Recco municipi del Tigullio a la província de Gènova.
Els pansoti també se solen servir amb una salsa de tomàquet i bolets o simplement amb formatge pecorino i oli d'oliva
La tradició de farcir preparacions amb herbes en lloc de carn a certes zones d'Itàlia es considerava molt adient al període de la quaresma. Els farcits vegetals no contenien carn i estaven compostos principalment de bledes, borratges i altres herbes que, tot i llur feble amargor s'associaven a les "herbes amargues" bíbliques (מָרוֹר mārôr) de l'Èxode 12:8.